# جداره نوروزی
جداره نوروزی مربوط به دوره پهلوی است و در تبریز، خیابان امام، پایین‌تر از میدان قونقا باشی واقع شده و این اثر در تاریخ ۲۸ اسفند ۱۳۸۵ با شمارهٔ ثبت ۱۸۹۱۶ به‌عنوان یکی از آثار ملی ایران به ثبت رسیده است.